# 蛛鱟屬
蛛鱟屬（學名：Megarachne，意為「大蜘蛛」）為生存於石炭紀賓夕法尼亞世（可能存活至二疊紀早期）的廣翅鱟目節肢動物，化石發現於阿根廷中部的聖路易省。
蛛鱟體長 54 cm（1.77英尺），屬於中等體型的廣翅鱟。在早先被誤認為是一種蜘蛛時，蛛鱟被視為是目前所知體型最大的蜘蛛。廣翅鱟俗稱「海蠍」，然而從蛛鱟化石發現的地點來判斷，牠們應該是居住於淡水環境中而非海裡。

## 發現歷史
起初蛛鱟不被認為是廣翅鱟的一種，而是一種極大型的蜘蛛。關於蛛鱟的發現歷史可以追溯至1970年，當時正模標本從阿根廷聖路易斯省東北部的巴霍維利茲（Bajo de Véliz）地區被發現，並於巴霍維利茲組（Bajo de Véliz Formation，古生代晚期地層）——一個可能曾為湖泊或沖積平原的岩層出土，由業餘化石收藏家 Ernesto Servine 發現。這具標本主要保存了三塊甲殼，包含頭胸甲（carapace）和前兩塊背甲（tergites），另外還有三個可能為附肢的構造。阿根廷古生物學家馬里歐·胡尼根（Mario Alfredo Hünicken, 1926–2013）則依其近似蜘蛛的外型，視其為原始的大型蜘蛛（當時胡尼根將頭胸甲和第一背甲歸為頭胸部，第二背甲則歸為腹部。就蜘蛛而言，能將軀幹保留下來可說是保存相當良好，亦即可視其為近乎完整的化石標本），並在化石被發現的十年後正式加以發表和描述，將這種長得像蜘蛛的大型節肢動物歸類於蛛形綱蜘蛛目的猛蛛下目。

### 命名意涵
蛛鱟的屬名由希臘文的（megálos，巨大的）和（aráchni，蜘蛛）構成，形容其巨大的體型。種名則來自化石發現者 Ernesto Servine 的姓氏。

### 「最大的蜘蛛」

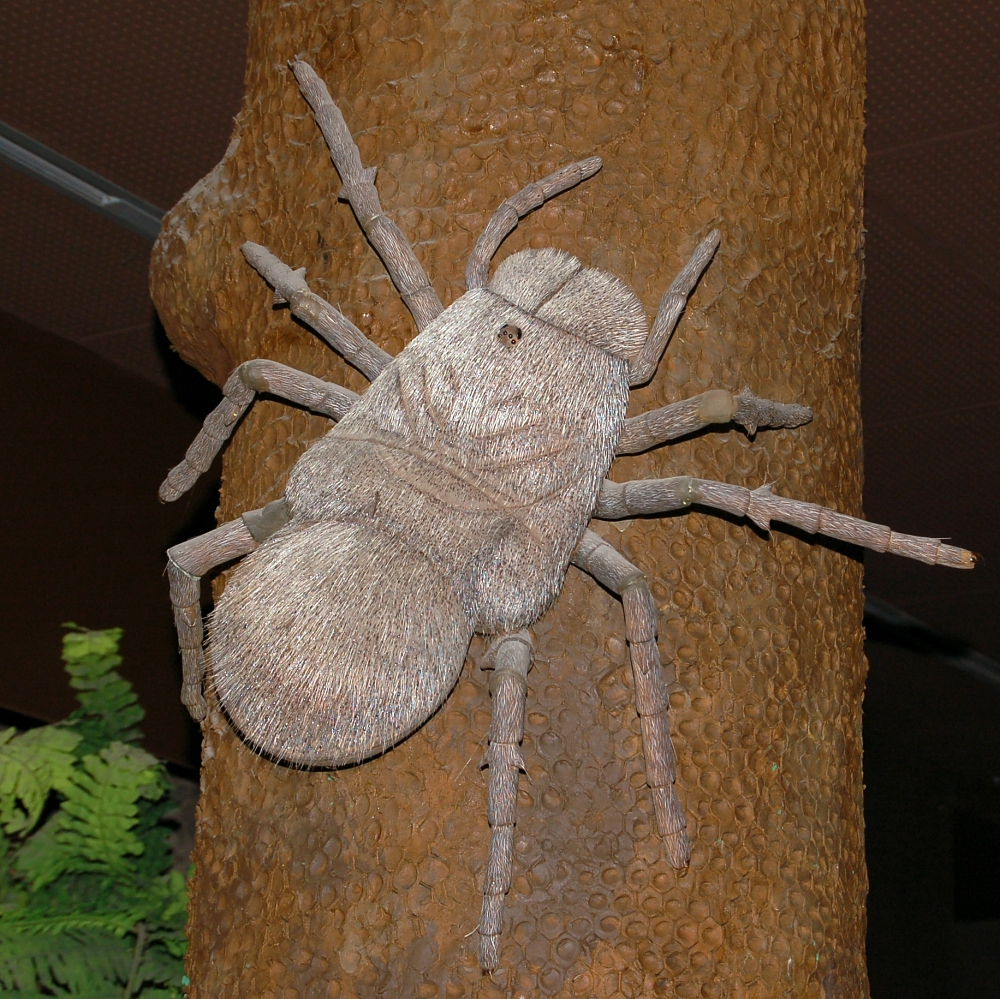
過時的蛛鱟復原模型，位於瑞士日內瓦自然史博物館

從正模標本研判，這種節肢動物的生存年代約在3億至2.9億年前，亦即地質學中所謂的石炭－二疊系（Permo-Carboniferous，也稱為石炭紀－二疊紀過渡期）。這個詞主要用來描述那些介於石炭紀晚期和二疊紀早期之間的過渡帶的化石，由於發現地沒有顯著的特徵或地質事件發生過的明顯證據，以致無法判斷出其生存的確切年代。這段時間地球大氣的含氧量到達有史以來最高的時期，優良的環境和條件使此時期出現不少巨型節肢動物，而蛛鱟就是其中之一。
胡尼根會將蛛鱟視為蜘蛛，主要是依據幾個特徵：
- 背甲的外形，且背甲前端狀似蛛形綱動物的螯肢構造
- 在頭部中央的雙眼之間，有一個寬約1.5公分（0.59英寸）圓形小結節（eye tubercle，即眼節點，可感光）
- 「腹部」為後端稍凸出的球形，且疑似有毛髮壓印的痕跡

胡尼根的論文隨即引起學界不少的熱議，也引起大眾的關注。根據胡尼根以蜘蛛的方式測量得到的結果，蛛鱟的「頭胸部」長 20.5 公分，「腹部」長 13.4 公分，合算「體長」可達近 40 公分，「足展」更可能超過 50 公分，這等體型甚至遠大過此前發現過最大的蜘蛛——巨人捕鸟蛛（最大體長約 12 公分，最大足展達 30 公分），堪稱有史以來發現過最大型的蜘蛛。而蛛鱟能引起學界熱切的注意，更進一步的原因另有二：其一係因蛛鱟是當時已知最古老的猛蛛——即使是蛛鱟已被確認屬於廣翅鱟的現在，也尚未發現來自古生代時期的猛蛛（而在當時，甚至沒有新生代以前的猛蛛被發現過），即使猛蛛類向來以體型碩大著稱，但最初的祖先就能擁有如此巨大的體型，依然十分驚人；其二是它和近乎同時發表的岡瓦那原蛛屬（Gondwanarachne）同列為在昔日岡瓦那大陸上首度發現的古生代蛛形綱動物。於是，最大蜘蛛之名很快出現在無數書刊和學術論文上，更得到了金氏世界紀錄大全的認定，連日內瓦自然史博物館、維也納自然史博物館及塞德威克地球科學博物館 （页面存档备份，存于）等博物館裡都紛紛擺上「大蜘蛛」的復原模型。

### 疑點與爭議
這個物種的分類從未被真正接受。標本上見不到任何屬於蜘蛛的表現型特徵（phenotypic characters）。過往的化石紀錄中肯定有巨型昆蟲存在過的確切證據。然而對蜘蛛而言，有過巨大祖先的說法目前還只是假設。
不幸的是，在這具化石發現後不久便陷入所有權的糾紛，化石的持有者最終將其關進了保險庫。儘管如此，「最大蜘蛛」的名氣倒不減反增，但也有許多蛛形動物學專家對胡尼根的研究抱持懷疑態度，由於最初的研究中所得到的資訊大部分都來自微電腦斷層掃描的結果（包含胡尼根當時推斷出的腹板、下唇、肥碩的步足與粗大的螯肢），他們認為直接將蛛鱟就鑑定為蜘蛛有些不妥。相關的議論從1980年代後期 （页面存档备份，存于）一直延續到2000年代早期 （页面存档备份，存于），但象徵關鍵的正模標本一直被鎖在保險庫裡，多數學者也只有石膏製的複製品可供粗略參考（換言之，各博物館所展出的也都是複製品），就連胡尼根本人都沒能有再重新審視那具標本的機會。因此雖然關於蛛鱟的爭議不斷，卻遲遲沒有人能提出足夠的證據加以反證。

### 重新定義
一般來說，眼節點、背甲形狀和毛茸茸的腹部都不能直接作為猛蛛類的特徵，但若一開始就給化石貼上蜘蛛的標籤，那麼你第一個想到的就會是狼蛛。
化石的原持有人逝世後，其家屬於2000年代早期將化石贈予科爾多瓦大學的古生物學博物館（Museo de Paleontología UNC），成為該館的館藏標本之一（編號 CORD-PZ 2110，取代原先的全鑄型標本（Plastoholotype））。在 2005 年，在原先化石出土的地點附近又發現了另一具蛛鱟的化石。由頭甲判斷，這具化石個體的體型略小於正模標本，且只留有一片背甲（正模標本則亦保存了第二片背甲，也就是胡尼根當時認定的「蜘蛛腹部」）。英國古生物及考古學家 保羅·塞爾登 與阿根廷蛛形動物學家 José A Corronca 等人因而決定重新檢視正模標本，他們得到的結論是：蛛鱟並不是一種蜘蛛，而是一種大型的廣翅鱟（俗稱海蠍），一类已絕種的螯肢亞門成員。雖然僅有發現兩具化石樣本，但蛛鱟仍然是南美洲石炭紀目前為止所發現最完整的廣翅鱟。

## 大眾文化
在2005年英國BBC製作的《與巨獸共舞》第 2 集中，蛛鱟被描述為一種巨型蜘蛛，以油頁岩蜥為食。然而蛛鱟正好在同年被確認為廣翅鱟而不是蜘蛛，但節目已大致製作完成，因此不大可能因為新發現去大幅修改節目內容。最後製作組仍然保留了所有蛛鱟的畫面，但將其描述為一種未具名的中突蛛亞目。雖然中突蛛亞目的確有成員生存於石炭紀，然而牠們的體型與外型都與節目中出現的蜘蛛相差甚遠。

## 註解
1. ↑  蜘蛛的體長（body length）是指由蜘蛛軀幹中線來看，從螯肢前端至腹部末端的長度，即頭胸部加上腹部的總長度。
2. ↑  足展（leg span）為蜘蛛長度的另一種計算方式，是指蜘蛛在步足完全伸展的狀態下，從第一步足（最前方的一對腳）前端至第四步足（最後方的一對腳）末端的總長度。
3. ↑  照片請另見此
4. ↑  館方描述請另見此
5. ↑  W. A. Shear等人在1989年一篇關於泥盆紀蜘蛛製造蛛絲的證據的文章中提到："In any case, this fossil, Megarachne servinei, suggests undetected Paleozoic araneid or arachnid diversity." 但並未直接對將蛛鱟視為蜘蛛的合理性提出質疑[8]
6. ↑  P. Selden於2002年在切斯氏白堊狼蛛（Cretamygale chasei）的發表論文中曾簡短提及："The supposed Palaeozoic mygalomorph Megarachne servinei Hünicken (1980) is doubtfully a spider."[9]